# Libnotes (Afrolimonia) imperspicua
Libnotes (Afrolimonia) imperspicua is een tweevleugelige uit de familie steltmuggen (Limoniidae). De soort komt voor in het Oriëntaals gebied.